# سیه‌رخ پریریت
سیه‌رخ پریریت (نام علمی: Batis pririt) نام یک گونه از سرده سیه‌رخ‌ها است.